# V Jezdinách
V Jezdinách este o arie protejată (arie specială de conservare — SAC, sit de importanță comunitară — SCI) din Republica Cehă întinsă pe o suprafață de 26,08 ha, integral pe uscat.

## Localizare
Centrul sitului V Jezdinách este situat la coordonatele 49°35′42″N 16°26′12″E / 49.595°N 16.436667°E.

## Înființare
Situl V Jezdinách a fost declarat sit de importanță comunitară în aprilie 2005 pentru a proteja 1 specie de plante. Situl a fost protejat și ca arie specială de conservare în iulie 2012.

## Biodiversitate
Situată în ecoregiunea continentală, aria protejată nu include niciun habitat protejat.
La baza desemnării sitului se află o specie protejată de  plante: papucul doamnei (Cypripedium calceolus).